# (20066) 1993 TM4
1993 تي أم 4 (ويعرف أيضًا باسم (20066) 1993 تي أم 4 وفق تسمية الكوكب الصغير) (بالإنجليزية: 1993 TM4)‏ هو كويكب ضمن حزام الكويكبات؛ وترتيبه 20066 من حيث الاكتشاف.
اكتُشف هذا الجُرم الفلكي بواسطة سبيس واتش في 8 أكتوبر 1993.

## وصلات خارجية
- (20066) 1993 TM4 في قاعدة بيانات مختبر الدفع النفاث لأجرام النظام الشمسي الصغيرة

- الاكتشاف · مخطط المدار ·  العناصر المدارية · المعلمات المادية

- (20066) 1993 TM4 على موقع ويكي سكاي: DSS2, SDSS, GALEX, IRAS, Hydrogen α, X-Ray, Astrophoto, Sky Map, Articles and images